# Wishful Thinking
A Wishful Thinking az Odaát című televíziós sorozat negyedik évadjának nyolcadik epizódja.

## Cselekmény
Sam Uriel tanácsára faggatni kezdi Deant, mire emlékszk a Pokolból, ám az azt állítja, semmire. Sam közben különös dologra akad az interneten: egy lányt állítása szerint ugyanis egy szellem lelökött a lépcsőn egy kisvárosban. 
A fiúk a helyszínre, Concrete városába utaznak, ahol Sam íróként kifaggatja az áldozatot, így megtudja, hogy annak a zuhanyzóban jelent meg a kísértet, ahonnan aztán menekülni kezdett, így esett le a lépcsőn. 
Dean és Sam kételkedni kezdenek, hogy bármi természetfeletti is lenne a városban, ám ekkor újabb furcsa dolog történik: egy férfi azt állítja, hogy megtámadta egy Jeti. A fivérek valóban megtalálják a lény hatalmas lábnyomait, melyek egy kisboltba vezetnek, ahonnan rengeteg pia és pornóújság hiányzik. 
Deanék egy helyi kislány, Audrey lakásában rátalálnak a "szörnyre", egy hatalmas, depressziós macira. Audrey elmondja, hogy a teremtményt egy helyi kínai étterem kívánságkútjánál kívánta magának, szülei pedig ugyanennek a kútnak a segítségével most Balin nyaralnak.
Miután meggyőződtek, hogy a kút valódi varázserővel rendelkezik, a fivérek egészségügyiseknek adják ki magukat, így átvizsgálják az éttermet, pontosabban a kívánságkutat. Az ide beledobált érmék között azonban felfigyelnek egy kígyót ábrázolóra is, melyet semmilyen erőfeszítés hatására nem lehet onnan elmozdítani. Dean kinyomozza, hogy az érme egy ősi babilóni, átkozott érme, mely teljesíti az emberek kívánságát, ám nem pontosan úgy, ahogy azok azt elképzelték.
A fiúk rátalálnak egy Wesley nevű, szerencsétlen külsővel rendelkező emberre, aki ezt a nagyapjától örökölt varázsérmét először a kútba dobta, ezzel pedig egy gyönyörűszép barátnőre tett szert. Winchesterék ráveszik a férfit, szedje ki a kútból az ereklyét, amit az hosszas vonakodás után meg is tesz, Dean azonban előtte még kénytelen magán elviselni egy kissrác szupererejét, melyet ő szintén a kút segítségével szerzett.
Mikor Wes kiveszi az érmét a kútból, minden eddigi kívánság megszűnik létezni, így a város újra a régi lesz, Dean azonban indulásuk előtt még közli öccsével: mindenre emlékszik, ami vele a Pokolban történt, ám nem szeretne róla beszélni, mivel azt szóban nem lehet elmondani…

## Természetfeletti lények

### Átkozott érme
Az érmét babilóni papok készítették fekete mágiával az ősidőkben, melyet elátkoztak, hogy az általa létrehozott kívánságokkal káoszt teremtsenek. Az érmén egy kígyó, Tiamat látható, aki az Őskáosz babilóniai istene volt.

## Időpontok és helyszínek
- 2008. novembere – Concrete, Washington

## Külső hivatkozások
- Supernatural-Wishful Thinking az Internet Movie Database oldalon (angolul)